# Urola

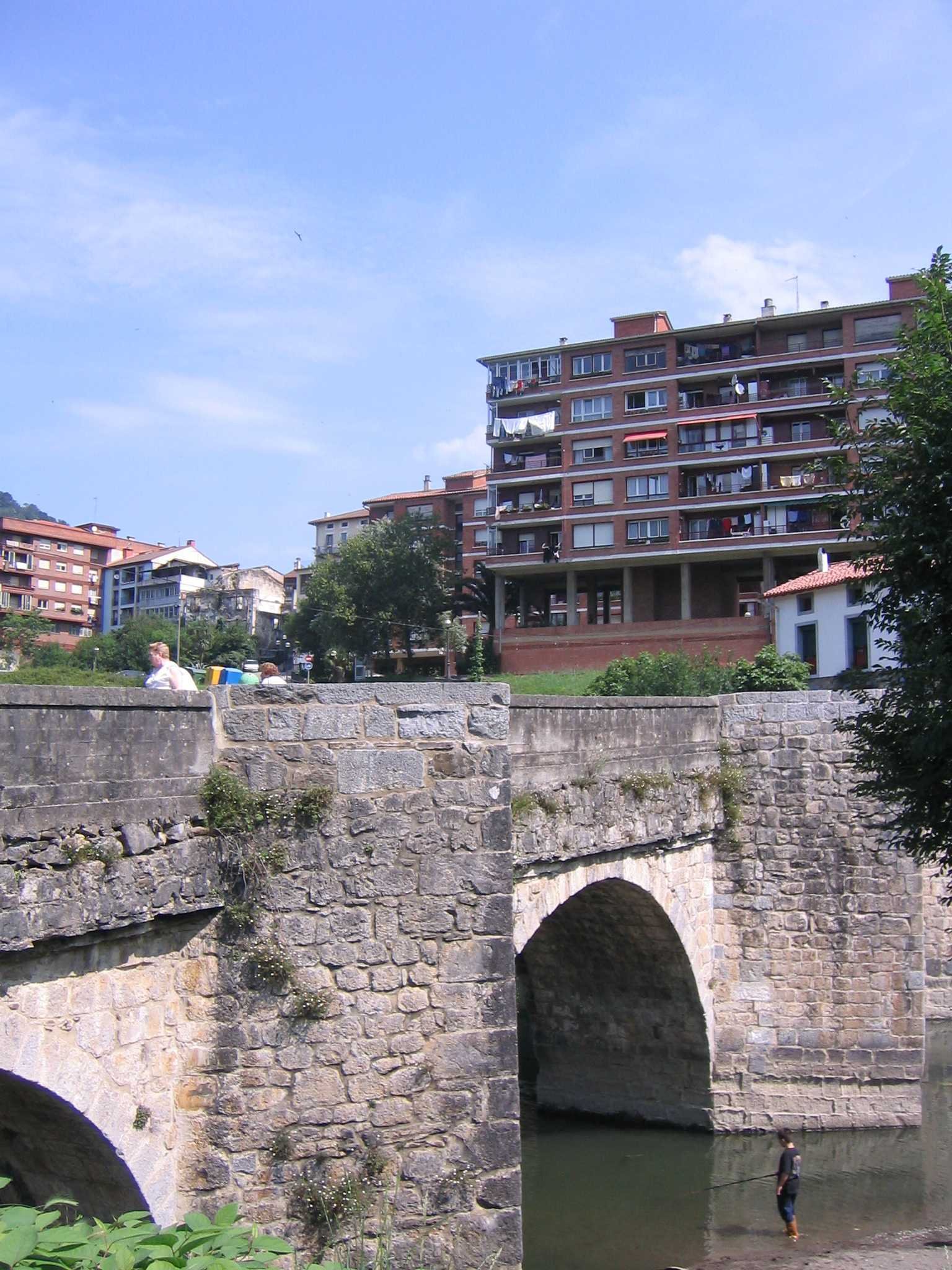
Rio Urola à Zestoa.

L'Urola est une rivière du versant cantabrique qui parcourt la province du Guipuscoa, au Pays basque (Espagne). Il est une des principales rivières de cette province avec une longueur de 59 km, depuis sa source sur les flancs de la montagne Aizkorri jusqu'à Zumaia, et traversant également les localités de Legazpia, Zumarraga, Urretxu, Azkoitia, Azpeitia, Zestoa et Aizarnazabal.
Ses principaux affluents sont Ibaieder, Errezil, Altzolaras et Larruondo.